# Герб Терского района (Мурманская область)
Герб муниципального образования Терский район Мурманской области Российской Федерации — опознавательно-правовой знак, служащий официальным символом муниципального образования.
Первоначально герб был утверждён 27 октября 2011 года решением Совета депутатов Терского района № 405.
14 ноября 2012 года, решением Совета депутатов Терского района № 2/47, предыдущее решение признано утратившим силу и утверждено новое Положение о гербе муниципального образования Терский район.
Герб зарегистрирован в Государственном геральдическом регистре РФ под № 7792.

## Описание
Геральдическое описание (блазон) гласит:
В лазоревом поле ожерелье из серебряных жемчужин, сопровожденное внутри - семгой того же металла, а в главе -  золотым северным сиянием в виде лучей
Герб может воспроизводиться в двух равнодопустимых версиях без короны и со статусной территориальной короной установленного образца.

## Обоснование символики
В основу символики муниципального образования Терский район Мурманской области положен факт венчания Ивана IV на царство, а именно, что жемчуг, добытый на территории нынешнего Терского района, был применён в царском платье, в котором он венчался на царство, в количестве 5 пудов.
Лазоревое поле символизирует великодушие, верность, честность, безупречность.
Сёмга символизирует изобилие сих мест данной рыбой.
Золотое Северное сияние символизирует то, что муниципальное образование находится за полярным кругом. 
Золото — символ богатства, стабильности, уважения, интеллекта.
Серебро — символ чистоты, совершенства, мира и взаимопонимания.
Герб разработан при содействии Союза геральдистов России. Авторы герба: идея герба — Михаил Ригерт (Кострома); геральдическая доработка — Константин Мочёнов (Химки); художник и компьютерный дизайн - Ольга Салова (Москва).